# 永島まなみ
永島 まなみ（ながしま まなみ、2002年10月27日 - ）は、日本中央競馬会 (JRA) 所属の騎手。高橋康之厩舎（栗東トレーニングセンター）所属。父はかつて兵庫県競馬組合所属の騎手で現在は調教師の永島太郎。
2021年に古川奈穂とともに藤田菜七子以来5年ぶりのJRA所属女性騎手としてデビューした。粘り強さを持ち味とする。

## 来歴・人物
兵庫県で生まれる。騎手の父親に憧れて小学5年生から乗馬を始める。
2015年にジョッキーベイビーズ関西地区予選へ出場。
2018年に競馬学校騎手課程37期生として入学。在学中から直接指導を受けていた栗東トレーニングセンター高橋康之厩舎に所属。
2021年に騎手免許を取得。
同期に小沢大仁、永野猛蔵、角田大和、古川奈穂、松本大輝、横山琉人、西谷凜がいる。
目標騎手に武豊と岩田康誠を挙げる。

### 2021年
2月9日にJRA騎手免許試験合格。
3月6日に小倉競馬第2Rでデビュー、6番人気のフェイトリッパーに騎乗して4着。
3月14日に中京競馬第2Rでアクイールに騎乗して初勝利を挙げた。
4月10日に新潟競馬第7Rでランランウィングに騎乗。オパールシャルム騎乗の藤田菜七子に次いで2着となり、JRA史上初の女性騎手によるワンツーフィニッシュを飾った。当日は古川奈穂も新潟で騎乗し、3R・4R・9Rで女性騎手3人が同一レースで騎乗した。1998年9月13日中山第2Rの牧原由貴子、田村真来、板倉真由子以来23年ぶり。
4月17日に新潟第7Rでモノポリーアイズに騎乗して3着。当該レースは古川奈穂がクラウンデザイアーで1着、2着に藤田菜七子のキムケンドリームが入り、JRA史上初の女性騎手によるワンツースリーとなった。
5月16日に新潟第3Rをベルゼールで勝利。新潟第6Rで藤田菜七子が勝利し、2000年12月10日に細江純子と西原玲奈が同日に勝利を挙げて以来20年ぶりに複数の女性騎手による同日勝利。
9月22日に園田競馬場でヤングジョッキーズトライアルラウンドで、チェリーウラノスに騎乗して1着となり園田で初勝利。

### 2022年
5月15日に中京1Rで12番人気（単勝173.7倍）のガレットジョーカーに騎乗して勝利。単勝万馬券、3連単は73万超の高配当。

### 2023年
3月15日に姫路競馬12Rタンポポ賞で、父の永島太郎調教師が管理するメイショウオニテに騎乗して1着となり、初めての親子コンビを勝利。レース後の口取りで、太郎師が騎手時代に着用した勝負服をまなみがまとって写真撮影した。
4月23日に第1回福島競馬で7勝して開催リーディングとなる。JRAで女性騎手が開催リーディングを獲得したのは、2019年の藤田菜七子（第3回新潟競馬）以来2人目。
5月3日に騎手控室でスマートフォンを使用し、2023年5月13日から2023年6月11日まで30日間の騎乗停止となった。6月18日に阪神8Rでカネフラに騎乗してJRA復帰後初勝利。
10月14日、新潟競馬11レース・飛翼特別にてアジアノジュンシンに騎乗して1着となり、デビュー以来メイン競走での初勝利を挙げた。
12月10日に阪神ジュベナイルフィリーズでスウィープフィートでGI初騎乗。7着で人気より上位着順となる。
この年、30日間の騎乗停止があった原因で、今村聖奈が記録した女性年間最多勝利の51勝に届かなかったが、女性騎手で史上2人目となる50勝を達成した。

### 2024年
3月3日に小倉1Rで14番人気（単勝115・6倍）のラブカムーンに騎乗し、自身3度目の単勝万馬券となる勝利に導いた。
3月23日に中京1Rの3歳未勝利で1着となり、中央・地方交流を合わせ101勝として見習い騎手（免許取得5年未満で100勝以下）を卒業した。
6月16日に第29回マーメイドステークスでアリスヴェリテに騎乗する。2着に2馬身差で1着となり、10回目の重賞挑戦で初勝利。JRA所属の女性騎手による3人目のJRA重賞勝利。
7月6日の小倉3Rでヨシノヤッタルデーに騎乗して1着となり、女性騎手として藤田菜七子に続く2人目のJRA通算100勝を達成。初騎乗から通算1688戦目で、女性騎手で藤田菜七子の通算2150戦目を抜いて最速。
2024年度の厩舎関係者表彰でフェアプレー賞受賞。

### 2025年
2月21日、サウジアラビアのキングアブドゥルアジーズ競馬場で開催された世界各国の男女7人ずつ計14人がポイントを競う国際招待競走「インターナショナルジョッキーズチャレンジ」に初出場。全4レースに騎乗して9着、12着、7着、10着の0ポイントで11位に終わる。

## 騎乗成績

### 概要
|            | 日付           | 競馬場・開催  | 競走名                     | 馬名               | 頭数 | 人気 | 着順 |
| ---------- | -------------- | ------------- | -------------------------- | ------------------ | ---- | ---- | ---- |
| 初出走     | 2021年3月6日   | 2回小倉7日2R  | 3歳未勝利                  | フェイトリッパー   | 16頭 | 6    | 4着  |
| 初勝利     | 2021年3月14日  | 2回中京2日2R  | 3歳未勝利                  | アクイール         | 9頭  | 4    | 1着  |
| 重賞初騎乗 | 2023年7月2日   | 3回中京2日11R | CBC賞                      | アビエルト         | 12頭 | 11   | 12着 |
| 重賞初制覇 | 2024年6月16日  | 4回京都6日11R | マーメイドステークス       | アリスヴェリテ     | 16頭 | 4    | 1着  |
| GI初騎乗   | 2023年12月10日 | 5回阪神4日11R | 阪神ジュベナイルフィリーズ | スウィープフィート | 18頭 | 9    | 7着  |

### 年度別成績

#### 中央競馬
| 年度   | 1着 | 2着 | 3着 | 騎乗数 | 勝率 | 連対率 | 複勝率 | 表彰           |
| ------ | --- | --- | --- | ------ | ---- | ------ | ------ | -------------- |
| 2021年 | 7   | 7   | 9   | 268    | .026 | .052   | .086   |                |
| 2022年 | 21  | 17  | 18  | 418    | .050 | .091   | .134   |                |
| 2023年 | 50  | 37  | 42  | 619    | .081 | .141   | .201   |                |
| 2024年 | 32  | 35  | 30  | 706    | .045 | .095   | .137   | フェアプレー賞 |
| 2025年 | 4   | 3   | 5   | 111    | 036  | .063   | .108   |                |
| 中央   | 114 | 99  | 104 | 2122   | .054 | .100   | .149   |                |

出典: JRA日本中央競馬会 騎手名鑑の過去成績、netkeibaより

#### 地方競馬
| 年度   | 1着 | 2着 | 3着 | 騎乗数 | 勝率 | 連対率 | 複勝率 |
| ------ | --- | --- | --- | ------ | ---- | ------ | ------ |
| 2021年 | 1   | 0   | 0   | 8      | .125 | .125   | .125   |
| 2022年 | 4   | 4   | 5   | 20     | .200 | .400   | .650   |
| 2023年 | 14  | 12  | 5   | 57     | .246 | .456   | .543   |
| 2024年 | 3   | 4   | 4   | 28     | .107 | .250   | .393   |
| 2025年 | 0   | 1   | 1   | 5      | .000 | .200   | .400   |
| 地方   | 22  | 21  | 15  | 119    | .186 | .373   | .500   |

出典: 地方競馬全国協会 データ情報、地方競馬予想のウマニティより

## 代表騎乗馬

### 重賞競走優勝馬
- アリスヴェリテ（2024年マーメイドステークス）

### その他の騎乗馬
- スウィープフィート（2023年阪神ジュベナイルフィリーズ7着）
- スリールミニョン（2024年阪神ジュベナイルフィリーズ5着、新潟2歳ステークス7着、ファンタジーステークス6着）

## エピソード
2022年11月の福島開催から、4歳上の姉・永島みなみがバレットを務める。みなみは高校卒業後、まなみや家族のサポートを目指して専門学校で鍼灸師を取得し、競馬開催日はまなみのバレットを務める。